# Steven Cree
Steven Cree, né le 29 février 1980, est un acteur écossais de cinéma, de télévision et de théâtre. Il est surtout connu pour son rôle de Ian Murray dans la série télévisée Outlander. Ses autres apparitions incluent les films Brave (2012), 300 : Rise of an Empire (2014), Maleficent (2014), 51 Degrees North (2014), Churchill (2017) et la série télévisée Lip Service.

## Biographie
Steven Cree est né à Kilmarnock, East Ayrshire, Écosse, et est le fils d'un installateur de cuisines et de salles de bains. À la fin de ses études secondaires, il a fréquenté le Langside College de Glasgow pendant un an avant de postuler et d'être accepté à la Royal Scottish Academy of Music and Drama (maintenant connue sous le nom de Royal Conservatoire of Scotland ). au RSAMD, il a signé avec un agent de London Talent et a déménagé dans la ville après avoir terminé ses études.

## Carrière
Steven Cree a commencé sa carrière professionnelle en 2001 en jouant le rôle de Gerry dans un épisode de la série comique hebdomadaire G-Force de CBBC. Il a ensuite été invité à jouer dans un épisode d'une série médicale de la BBC Doctors en 2002 et d'une série dramatique carcérale d'ITV  Girls en 2003 et d'une série footballistiqueDream Team,. Steven Cree est réapparu dans l'émission Doctors de la BBC en 2007 dans un second rôle dans la neuvième série, et il a joué un rôle dans la saison 11 de la série policière à succès Silent Witness,,.
En 2009, Steven Cree est passé de la télévision au cinéma en jouant le rôle d'Antonio Vivaldi dans Vivaldi le prêtre rouge, de Liana Marabini et le court métrage Closing Doors du réalisateur Craig Lyn. Il a ensuite joué dans l'épisode cinq de la mini-série en six parties d' ITV Identity, un drame policier qui suit une unité de police nouvellement formée enquêtant sur des cas de perte d'identité. Steven Cree a travaillé avec l'acteur/réalisateur Noel Clarke à deux reprises en 2010 en jouant dans le thriller 4.3.2.1., qui suivait quatre amis pris pour cible par un réseau de contrebande, et dans la comédie Huge, qui se concentrait sur un duo de comédiens en herbe,. Le drame de science-fiction pour adolescents Misfits diffusé sur E4 a permis à Steven Cree de revenir à la télévision en tant qu'invité dans un épisode de la saison 2. Il a ensuite joué dans le film Rojin du réalisateur kurde primé Chiman Rahimi,. On a aussi pu le voir en 2011 dans le long métrage The Awakening un thriller surnaturel et dans le court métrage du réalisateur Tom Harper The Swarm,.
2012 a apporté à Steven Cree un rôle récurrent dans le drame révolutionnaire Lip Service sur BBC Three. Il a interprété le rôle de Ryder, le partenaire de police de Sam Murray, face à Heather Peace. Sa performance suivante a été celle de la vedette invitée, le caporal Vince Grafton, dans un épisode de la série deux de la série policière Vera d'ITV,. Tout au long de 2012, Steven Cree a tenu des rôles mineurs dans des films majeurs tels que John Carter et Brave de Disney (film d'animation/ voix), le thriller britannique Tower Block et la comédie de Noel Clarke The Knot.

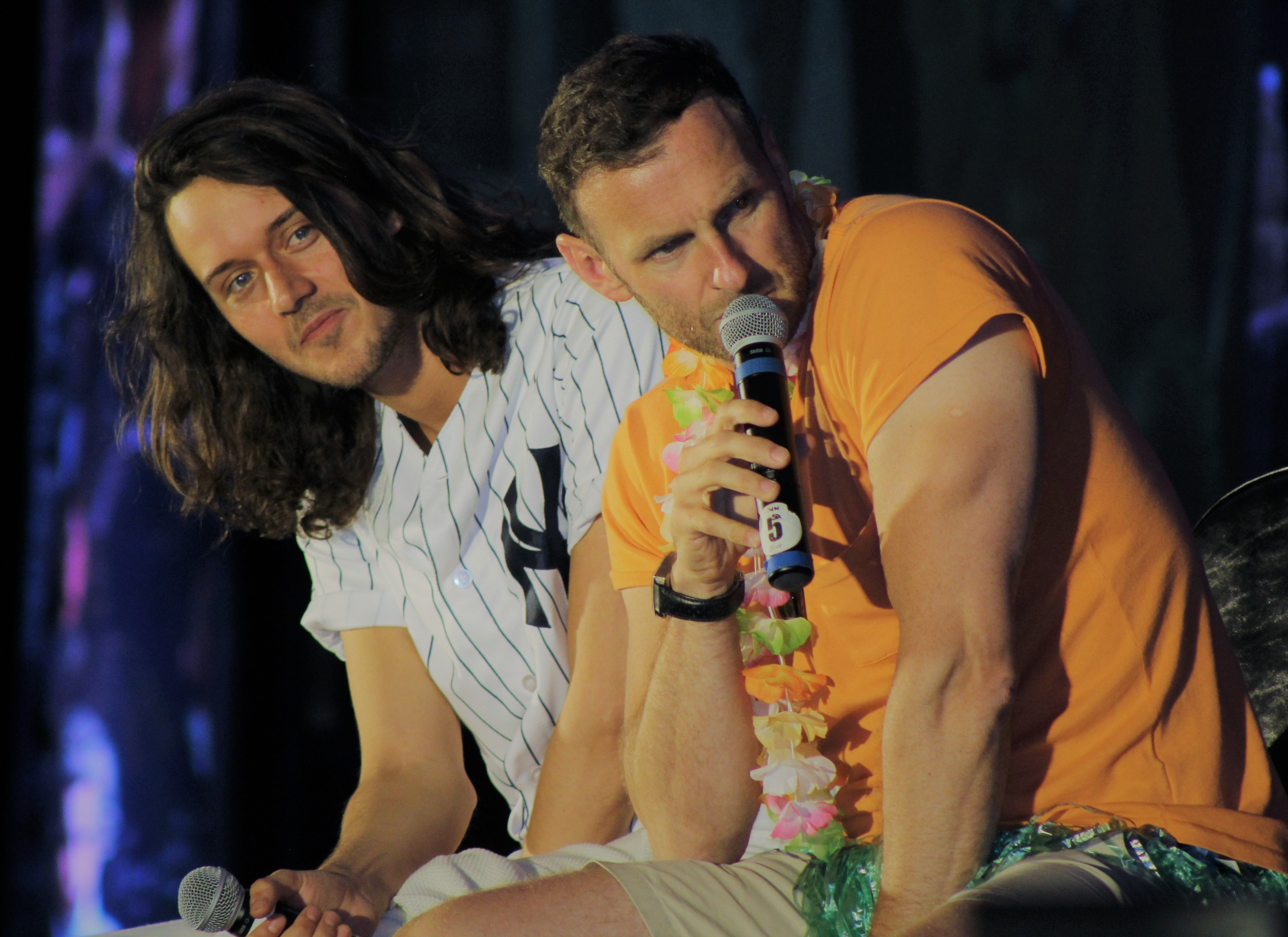
Steven Steven Cree (R) et Cesar Domboy (L) répondent aux questions lors de leur panel à la convention Outlander de Creation Entertainment à Las Vegas le 15 juillet 2018.

En 2013, le premier film de l'acteur devenu réalisateur Sam Hoare Having You mettait en scène Steven Cree dans le rôle de Paul. La même année, il incarne Lennox dans la mise en scène de Macbeth de Kenneth Branagh au Festival international de Manchester. La production s'est jouée à guichets fermés, mais a été diffusée en direct au public à Manchester, en Angleterre, et dans le monde entier le 20 juillet 2013 dans le cadre des émissions NT Live du National Theatre. Toujours en 2013, la réalisatrice Ruth Sewell a choisi Steven Cree pour le rôle principal de Matt dans son court métrage Fish Love, présenté au London Short Film Festival.
2014 a vu Steven Cree revenir à la télévision dans la deuxième saison du drame policier Shetland de la BBC, basé sur la série de livres à succès d'Ann Cleeves. Il a ensuite abordé des rôles mineurs dans le film d'action en prises de vue réelles de Disney Maleficent, qui se concentre sur la méchante de leur classique de 1959 Sleeping Beauty, et le film réalisé pour la télévision Marvelous,. Il est revenu à la télévision pour jouer le rôle de Miras dans la première série en deux parties du drame familial Atlantis de la BBC, qui n'a duré que deux saisons avant d'être annulée,,. En 2014, Steven Cree a été choisi pour le rôle de Ian Murray dans le drame de voyage dans le temps Outlander de Starz, basé sur la série de livres à succès de l'auteur Diana Gabaldon. Le rôle est récurrent et se poursuivra tout au long de la série.
Steven Cree a été choisi pour le rôle invité de Levesque dans le drame populaire de la BBC The Musketeers en 2015, dépeignant le beau-frère de Porthos dans l'épisode de la série deux. Cette même année, il est l'invité vedette du « faux documentaire » Hoff the Record aux côtés de l'acteur David Hasselhoff,. Il a ensuite joué des rôles dans plusieurs longs métrages tels que Swung, Legacy, 51 Degrees North de Colin Kennedy et le court métrage The Rat King, qui a été nommé pour le meilleur court métrage au Festival international du film d'Édimbourg,,,.
En 2016, Steven Cree est revenu au drame policier Silent Witness dans l'épisode en deux parties de la saison dix-neuf Flight, qui se concentrait sur le meurtre d'un critique de l'intégrisme musulman,. Retrouvant à nouveau le réalisateur Noel Clarke, il joue le rôle de Brick dans le drame policier Fraternité (en). Il a ensuite incarné le héros de guerre écossais et météorologue de la marine, le capitaine James Stagg, dans le film du jour J Churchill de 2017, qui a mis en lumière le fait peu connu que la date de l'invasion avait été déplacée en raison des conditions météorologiques.
Le film de science-fiction / fantastique The Titan (2018), mettant en vedette Sam Worthington et Tom Wilkinson, a Steven Cree dépeignant le major Tom Pike dans le futur dystopique de la Terre,. En 2018, à son deuxième tour dans un film de science-fiction, Steven Cree a incarné le personnage ATRi dans 2036 Origins Unknown de Hasraf Dulull, qui explore les origines d'un objet inconnu à la surface de Mars. Cette même année, le drame Netflix Outlaw King, mettant en vedette Chris Pine dans le rôle de Robert the Bruce, mettait en vedette Steven Cree dans le rôle du beau-frère de Bruce, Sir Christopher Seaton,. En plus de ses rôles au cinéma et à la télévision, Steven Cree a écrit et joué dans un court métrage intitulé The Little Princess (2018), qui a été co-récompensé du meilleur court métrage narratif au Festival international du film de San Luis Obispo. Lui et le réalisateur Jason Maza ont collecté des fonds pour le film sur Kickstarter, une plateforme de financement participatif.
Steven Cree continuera, l'année suivante, à incarner Andrew Bentham dans le drame politique MotherFatherSon de BBC Two, face à Richard Gere (dans son premier grand rôle à la télévision). Il rejoindrait ensuite le casting du drame centré sur les femmes d'ITV Deep Water en tant que personnage régulier de la série Joe Kallisto. À la fin de l'automne 2019, Steven Steven Cree a joué dans le dernier long métrage de la franchise Terminator, Terminator: Dark Fate, face à Linda Hamilton et Arnold Schwarzenegger.
Début 2020, il a joué le rôle du chef de la police Stuart Collier, face à Robert Carlyle, dans le thriller politique Cobra de Sky One. Il a également terminé le tournage de l'histoire de fantômes de Ruth Platt, Martyrs Lane, dont la première est prévue lors de l'édition du 25e anniversaire du Fantasia Film Festival l'année prochaine,. En 2021, Steven  Cree a fait ses débuts en tant que personnage écossais populaire Gallowglass dans la deuxième saison du drame télévisé A Discovery of Witches de Sky One, qui est basé sur la série de livres du même nom de Deborah Harkness,. Il reprendra le rôle dans la troisième saison de la série. Il a terminé le tournage du long métrage d'horreur The Twin, aux côtés de Teresa Palmer, membre de la distribution A Discovery of Witches, en juin 2021,.

## Filmographie

### Télévision
| An           | Titre                    | Personnage                       | Production      | Remarques                                                   |
| ------------ | ------------------------ | -------------------------------- | --------------- | ----------------------------------------------------------- |
| 2001         | Force G                  | Gerry                            | CBBC            | 1 épisode                                                   |
| 2002         | Médecins                 | Kenny Frazier                    | Bbc             | Épisode : "En forme"                                        |
| 2003         | Mauvaises filles         | Garçon                           | TVI             | 1 épisode                                                   |
| 2006         | Ville de Holby           | David Harlem                     | Bbc             | Épisode : " Honnêteté "                                     |
| 2006         | Équipe de rêve           | Connor                           | Sky1            | Épisode : "Douleurs, gains et automobiles"                  |
| 2007         | Médecins                 | Ryan Vert                        | Bbc             | Épisode : "Hors du bord"                                    |
| 2009         | Vivaldi, le prêtre rouge | Antonio Vivaldi                  | Condor Pictures | Mini-série télévisée                                        |
| 2010         | Identité                 | Jeune Thackeur                   | TVI             | Épisode : " Quelque part où ils ne peuvent pas me trouver " |
| 2010         | Misfits                  | À M                              | E4              | 1 épisode                                                   |
| 2010-2012    | Lip Service              | Vince Ryder                      | Bbc             | Rôle récurrent, 8 épisodes                                  |
| 2012         | Véra                     | Caporal Vince Grafton            | TVI             | Épisode : " Sandancers "                                    |
| 2014         | Shetland                 | John Henderson                   | Bbc             | 2 épisodes                                                  |
| 2014         | Atlantis                 | Mira                             | Bbc             | 2 épisodes                                                  |
| 2014         | Merveilleux              | Tour. McCoist                    |                 | Film télévisé                                               |
| 2015-présent | Outlander                | Ian Murray                       | Starz           | Rôle récurrent, 9 épisodes                                  |
| 2015         | The Musketeers           | Lévesque                         | Bbc             | Épisode: "Le père prodigue"                                 |
| 2018         | Hoff le record           | Bouillie de Mike                 | David           | Épisode : "Formation à un environnement hostile"            |
| 2019         | MèrePèreFils             | Andrew Bentham                   | Bbc Deux        | 3 épisodes                                                  |
| 2019         | Eaux profondes           | Joe Kallisto                     | TVI             | Série régulière, 6 épisodes                                 |
| 2020         | COBRA                    | Chef de la police Stuart Collier | Sky1            | Série régulière, 5 épisodes                                 |
| 2021 - 2022  | A Discovery of Witches   | Gallowglass De Clermont          | Sky1            | Série régulière, 13 épisodes                                |

### Cinéma
| An   | Titre                         | Personnage               | Remarques |
| ---- | ----------------------------- | ------------------------ | --- |
| 2009 | Fermeture des portes          | Robert                   | Court métrage/Indépendant                                                                                     |
| 2010 | Le Jardinier de Dieu          | Le rabbin                | Condor Pictures                                                                                               |
| 2010 | 4.3.2.1.                      | Scotty                   | |
| 2010 | Énorme                        | Trévor                   | |
| 2010 | Rojin                         | Directeur de l'hôtel     | Court métrage                                                                                                 |
| 2011 | La Maison des ombres          | Sergent Evans            | Film indépendant                                                                                              |
| 2011 | L'essaim                      | À M                      | Court métrage                                                                                                 |
| 2012 | John Carter                   | Humble garde             | |
| 2012 | Rebelle                       | Jeune Macintosh (voix)   | |
| 2012 | Bloc de la tour               | DC Devlin                | |
| 2012 | Le nœud                       | Steve                    | |
| 2012 | T'avoir                       | Paul                     | |
| 2013 | Amour de poisson              | Mat                      | Court métrage / Présenté au Festival du film court de Londres                                                 |
| 2014 | 300: la naissance d'un Empire | Marine grecque décapitée | |
| 2014 | Maléfique                     | Surveillant              | |
| 2015 | Swing                         | Mike                     | |
| 2015 | Héritage                      | Damien                   | |
| 2015 | 51 degrés nord                | Michel Burlington        | |
| 2015 | Le roi des rats               | Jordan                   | Court métrage/Indépendant. Nommé pour le meilleur court métrage au Festival international du film d'Édimbourg |
| 2016 | Fraternité (en)               | Brick                    | |
| 2017 | Churchill                     | Capitaine James Stagg    | |
| 2018 | Le Titan                      | Mjr. Timothée Pike       | |
| 2018 | 2036 Origine inconnue         | ARTi (voix)              | |
| 2018 | Roi hors-la-loi               | Sir Christopher Seton    | Netflix d'origine                                                                                             |
| 2018 | La petite princesse           | L'homme                  | Écrit par Steven Cree. Présenté au Festival international du film de San Luis Obispo                          |
| 2019 | Terminator : sombre destin    | Rigby                    | |
| 2021 | Allée des martyrs             | Thomas                   | |
| 2021 | Le jumeau                     | Antoine                  | En post-production                                                                                            |

### Théâtre
| An   | Titre                    | Rôle               | Réalisateur                    | Théâtre                                                                          |
| ---- | ------------------------ | ------------------ | ------------------------------ | -------------------------------------------------------------------------------- |
| 2004 | Féroce : un mythe urbain | Choonz ,           | Janinie Abbott                 | Théâtre Tron                                                                     |
| 2005 | La chose réelle          | Brodie ,           | Tim Pigott Smith               | Théâtre Richmond                                                                 |
| 2007 | Cabaret                  | Falaise Bradshaw , | Rufus Norris                   | Théâtre lyrique                                                                  |
| 2011 | Société                  | Pierre ,           | Jonathan Munby                 | Théâtre du creuset                                                               |
| 2013 | Macbeth                  | Lennox             | Kenneth Branagh et Rob Ashford | Park Avenue Armory (Diffusion en direct dans le monde entier le 20 juillet 2013) |

### Voix
| An   | Jeu vidéo               | Rôle          | Remarques |
| ---- | ----------------------- | ------------- | --------- |
| 2018 | Forza Horizon 4         | Alex Strachan |           |
| 2020 | Bravement par défaut II | Elvis         | [ 65 ]    |

## Récompenses et nominations
| Date | Prix                                         | Catégorie                                          | Nomination          | Résultat |
| ---- | -------------------------------------------- | -------------------------------------------------- | ------------------- | -------- |
| 2019 | Prix du public du festival du film d'Omaha   | Meilleur court métrage (avec Jason Maza )          | La petite princesse | Lauréat  |
| 2019 | Concours de films indépendants George Sidney | Meilleur court métrage narratif (avec Jason Maza ) | La petite princesse | Lauréat  |